# ديريك ليثجو
ديريك ليثجو (بالإنجليزية: Derrick Lythgoe)‏ هو لاعب كرة قدم بريطاني، ولد في 5 مايو 1933 في بولتن في المملكة المتحدة، وتوفي في 30 ديسمبر 2012. لعب مع نادي بريستول سيتي ونادي بلاكبول ونادي كينغز لين ونورويتش سيتي.